# 로널드 리 어메이
보통 R. 리 어미(영어: R. Lee Ermey, 영어 발음: /ˈɜːrmi/)로 불리는 로널드 리 어미(영어: Ronald Lee Ermey, 1944년 3월 24일 ~ 2018년 4월 15일)는 미국의 배우, 군인이다. 1978년 《3중대의 병사들》에 출연하며 영화계에 데뷔하였다. 1987년 스탠리 큐브릭 감독의 《풀 메탈 재킷》에서 해병대 교관 역으로 나오면서 이름을 알렸으며, 이를 통해 골든 글로브상 남우조연상 후보에 오르기도 하였다. 배우가 되기 전에는 해병대 교련 담당 하사를 지냈다. 별명은 거니(Gunny, Gunnery Sergeant: 일등 중사의 약칭)이다.
2018년 4월 15일, 캘리포니아주 샌타모니카에서 74세를 일기로 숨졌다. 사인은 폐렴에 의한 합병증으로 알려졌다.

## 출연 작품

### 영화
- 3중대의 병사들 (1978)
- 지옥의 묵시록 (1979)
- 풀 메탈 재킷 (1987) - 하트먼 역
- 미시시피 버닝 (1988)
- 캠퍼스 군단 (1991)
- 헥시나 (1993)
- 써머스비 (1993)
- 보디 에일리언 (1993)
- 총알 탄 사나이 3 (1994)
- 죽음의 땅 (1994)
- 베스트 오브 더 베스트 3 (1995)
- 일급 살인 (1995)
- 세븐 (1995)
- 데드 맨 워킹 (1995)
- 라스베가스를 떠나며 (1995)
- 프라이트너 (1996)
- 스위치 킬러 (1997)
- 스타십 트루퍼스 (1997)
- 에디 머피의 라이프 (1999)
- 악마 같은 여자 (2001)
- 테이킹 사이즈 (2001)
- 헬로우 프랭크 (2002)
- 집행자 (2002)
- 윌러드 (2003)
- 텍사스 전기톱 연쇄살인사건 (2003)
  - 텍사스 전기톱 연쇄살인사건: 0 (2006)
- 즐거운 경찰 (2005)
- 엑스맨: 최후의 전쟁 (2006) - 목소리 출연
- 썸머 솔스티스 (2008)
- 왓치 (2012)

### 애니메이션 영화
- 토이 스토리 (1995) - 하사관 역
  - 토이 스토리 2 (1999)
  - 우주 전사 버즈 (2000)
  - 토이 스토리 3 (2010)
- 방학 대소동 - 여름방학 구출작전 (2001)
- 파이 스토리 (2006)

### 텔레비전
- 마이애미의 두 형사 (1987)
- 하우스 (2005-08)
- 로앤오더: 성범죄 전담반 (2010)